# Afyon
Afyonkarahisar, hay vắn tắt là Afyon, là một thành phố tỉnh lỵ (merkez ilçesi) của tỉnh Afyonkarahisar, Thổ Nhĩ Kỳ. Thành phố có diện tích 1025 km² và dân số thời điểm năm 2007 là 234807 người, mật độ 229 người/km². Đây là thành phố lớn thứ 48 tại Thổ Nhĩ Kỳ.

## Khí hậu
| Dữ liệu khí hậu của Afyonkarahisar           | Dữ liệu khí hậu của Afyonkarahisar | Dữ liệu khí hậu của Afyonkarahisar | Dữ liệu khí hậu của Afyonkarahisar | Dữ liệu khí hậu của Afyonkarahisar | Dữ liệu khí hậu của Afyonkarahisar | Dữ liệu khí hậu của Afyonkarahisar | Dữ liệu khí hậu của Afyonkarahisar | Dữ liệu khí hậu của Afyonkarahisar | Dữ liệu khí hậu của Afyonkarahisar | Dữ liệu khí hậu của Afyonkarahisar | Dữ liệu khí hậu của Afyonkarahisar | Dữ liệu khí hậu của Afyonkarahisar | Dữ liệu khí hậu của Afyonkarahisar |
| Tháng                                        | 1                                  | 2                                  | 3                                  | 4                                  | 5                                  | 6                                  | 7                                  | 8                                  | 9                                  | 10                                 | 11                                 | 12                                 | Năm                                |
| -------------------------------------------- | ---------------------------------- | ---------------------------------- | ---------------------------------- | ---------------------------------- | ---------------------------------- | ---------------------------------- | ---------------------------------- | ---------------------------------- | ---------------------------------- | ---------------------------------- | ---------------------------------- | ---------------------------------- | ---------------------------------- |
| Cao kỉ lục °C (°F)                           | 18.0 (64.4)                        | 21.8 (71.2)                        | 26.4 (79.5)                        | 30.2 (86.4)                        | 33.9 (93.0)                        | 35.8 (96.4)                        | 39.8 (103.6)                       | 38.2 (100.8)                       | 37.2 (99.0)                        | 31.3 (88.3)                        | 25.3 (77.5)                        | 21.0 (69.8)                        | 39.8 (103.6)                       |
| Trung bình ngày tối đa °C (°F)               | 4.6 (40.3)                         | 7.1 (44.8)                         | 11.7 (53.1)                        | 16.6 (61.9)                        | 21.8 (71.2)                        | 26.2 (79.2)                        | 30.3 (86.5)                        | 30.2 (86.4)                        | 25.9 (78.6)                        | 19.7 (67.5)                        | 12.8 (55.0)                        | 6.8 (44.2)                         | 17.8 (64.0)                        |
| Trung bình ngày °C (°F)                      | 0.4 (32.7)                         | 2.2 (36.0)                         | 6.0 (42.8)                         | 10.5 (50.9)                        | 15.3 (59.5)                        | 19.4 (66.9)                        | 22.8 (73.0)                        | 22.8 (73.0)                        | 18.5 (65.3)                        | 13.0 (55.4)                        | 6.9 (44.4)                         | 2.5 (36.5)                         | 11.7 (53.1)                        |
| Tối thiểu trung bình ngày °C (°F)            | −3.0 (26.6)                        | −1.8 (28.8)                        | 1.1 (34.0)                         | 4.9 (40.8)                         | 9.2 (48.6)                         | 12.7 (54.9)                        | 15.3 (59.5)                        | 15.4 (59.7)                        | 11.4 (52.5)                        | 7.2 (45.0)                         | 2.1 (35.8)                         | −0.8 (30.6)                        | 6.1 (43.0)                         |
| Thấp kỉ lục °C (°F)                          | −27.0 (−16.6)                      | −25.3 (−13.5)                      | −17.0 (1.4)                        | −7.6 (18.3)                        | −3.1 (26.4)                        | 1.0 (33.8)                         | 4.0 (39.2)                         | 2.4 (36.3)                         | −3.2 (26.2)                        | −7.9 (17.8)                        | −20.5 (−4.9)                       | −24.3 (−11.7)                      | −27.0 (−16.6)                      |
| Lượng Giáng thủy trung bình mm (inches)      | 46.9 (1.85)                        | 38.4 (1.51)                        | 44.6 (1.76)                        | 47.0 (1.85)                        | 50.1 (1.97)                        | 41.5 (1.63)                        | 21.8 (0.86)                        | 18.0 (0.71)                        | 23.6 (0.93)                        | 40.3 (1.59)                        | 32.4 (1.28)                        | 46.8 (1.84)                        | 451.4 (17.77)                      |
| Số ngày giáng thủy trung bình                | 10.67                              | 10.33                              | 11.20                              | 11.57                              | 11.97                              | 7.77                               | 3.67                               | 4.13                               | 4.80                               | 7.80                               | 7.10                               | 10.23                              | 101.2                              |
| Số giờ nắng trung bình tháng                 | 80.6                               | 113.0                              | 151.9                              | 183.0                              | 229.4                              | 273.0                              | 331.7                              | 310.0                              | 249.0                              | 189.1                              | 138.0                              | 77.5                               | 2.326,2                            |
| Số giờ nắng trung bình ngày                  | 2.6                                | 4.0                                | 4.9                                | 6.1                                | 7.4                                | 9.1                                | 10.7                               | 10.0                               | 8.3                                | 6.1                                | 4.6                                | 2.5                                | 6.4                                |
| Nguồn: Cơ quan Khí tượng Nhà nước Thổ Nhĩ Kỳ |                                    |                                    |                                    |                                    |                                    |                                    |                                    |                                    |                                    |                                    |                                    |                                    |                                    |

## Liên kết ngoòa
- Afyon Karahisar (bằng tiếng Thổ Nhĩ Kỳ)
- City council website (bằng tiếng Thổ Nhĩ Kỳ)
- Governor's office
- Afyonkarahisar community and information
- Afyon Blog (bằng tiếng Anh and tiếng Thổ Nhĩ Kỳ)
- Afyonkarahisar City Daily Photo (bằng tiếng Anh and tiếng Thổ Nhĩ Kỳ)
- Afyon Guide and Photo Album (bằng tiếng Anh)
- Afyon and the Phrygians (bằng tiếng Anh)
- Afyon Kocatepe University (bằng tiếng Anh)
- Department of forestry and the environment (bằng tiếng Thổ Nhĩ Kỳ)
- Afyon Science High School (bằng tiếng Thổ Nhĩ Kỳ)
- Afyon Zafer College (bằng tiếng Thổ Nhĩ Kỳ)